# Geschiedenis van Hongarije
Dit artikel geeft een overzicht van de geschiedenis van Hongarije, hoofdzakelijk met betrekking tot oorlogen en heersers.
Vanwege de rijkdom van het land en het gebrek aan natuurlijke barrières was het gebied van het huidige Hongarije al vóór de komst van de Magyaren een doorgangsgebied en vestigingsplaats voor vele volkeren.

## Prehistorie

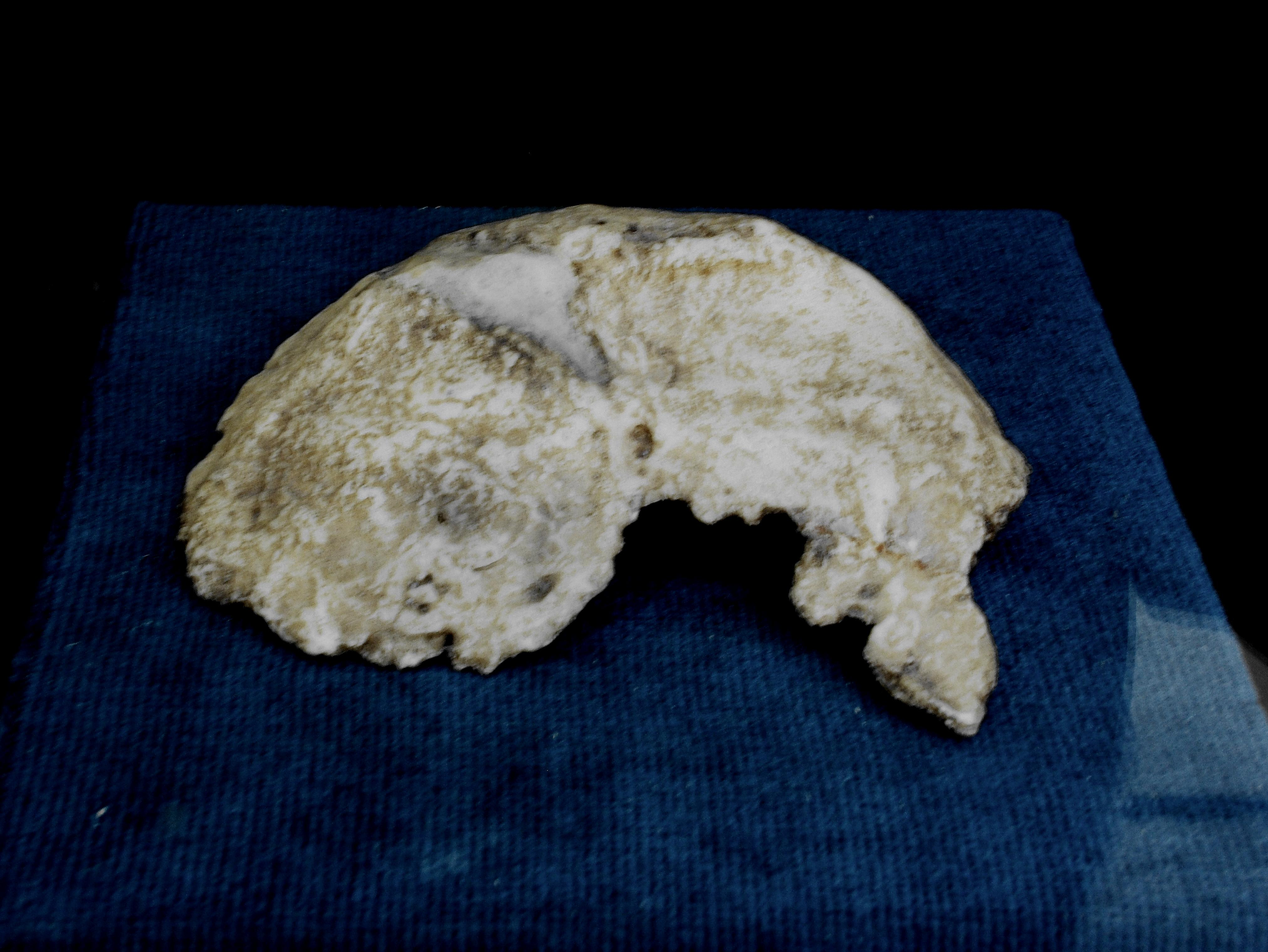
schedeldak van Vértesszőlős

De belangrijkste paleolithische site is Vértesszőlős, waar stenen werktuigen van Homo heidelbergensis werden gevonden.
Mesolithische sites zijn nog weinig bekend, maar worden door gericht onderzoek in de afgelopen jaren steeds vaker ontdekt.
De neolithische kolonisatie van de vlakte begon 6.200 v.Chr. met de Köröscultuur, waarop de midden-neolithische Alföld-bandkeramiek en de Tiszacultuur van het laatneolithicum volgden.

## Romeinse tijd
In de Romeinse tijd was Hongarije deel van de provincie Pannonië.

## Volksverhuizingstijd
In de periode van de Grote Volksverhuizing werden de Hunnen na de Slag op de Catalaunische Velden (451) en de dood van Attila (453)  uit het voormalige Pannonië en de Karpaten verdreven of geassimileerd.
De opstandige Germaanse Gepiden, Rugiërs en Skiren versloegen in de Slag aan de Nadao (454/55) de Hunnen en hun niet erg trouwe bondgenoten de Alanen, Herulen en Quaden. De Goten hielden zich grotendeels uit de strijd, en bouwden een koninkrijk tussen de Alpen en Donau, met het gebied rond het Neusiedlermeer als een van hun vestigingscentra. Ze vestigden zich als foederati van het Oost-Romeinse rijk, en hun Pannonische rijk bestond van 456 tot 473. De Herulers, Rugiërs en Skiren vestigden hun rijken in het noorden en het westen, de Gepiden ten oosten van de Donau.
Op 7 september 456 werd de stad Sabaria door een aardbeving vernietigd. Omstreeks 460 werd de koning van de Goten door de Skiren gedood, als wraak voor het gebrek aan ondersteuning  bij de Slag aan de Nedao. Vanaf 471 trokken de Ostrogoten onder druk van hun buren weg (de Slag aan de Bolia in 469 konden ze nog winnen), en onder Theodorik de Grote overweldigden ze in 488 Macedonië en Italië. De Rugiërs, Herulen en Sueben namen de gebieden over. In 493 waren delen van de voormalige provincie Pannonië opnieuw onder de overheersing van de Ostrogoten.
Vanaf 508 bevolkten de Longobarden onder Tato de Pannonische vlakte langs de Donau. Ze hadden eerder de Rugiërs onderworpen, en vernietigden in het jaar 510 het rijk der Herulen. Na de dood van Theodorik kwamen de Ostrogotische gebieden tot 530 onder koning Wacho onder de Longobarden. Omstreeks 540 versloegen deze de restanten van de Quaden, die daarna opgingen in de Longobarden. In 567 vernietigden ze samen met de Avaren het rijk van de Gepiden, waarna ze in 568 zelf voor de Avaren naar Italië vluchtten.
Vanaf het midden van de 6e eeuw drongen Slavische volkeren het Karpatenbekken binnen. 591 tot 602 beëindigde de Oost-Romeinse keizer Mauricius de Avarische en Slavische bedreiging met verschillende militaire campagnes, en verwoestte delen van de Pannonische vlakte.
Van 612 tot 630 drongen de Slaven en Avaren door tot voor Constantinopel. Tot 634 was Herakleios in staat om de heerschappij van Constantinopel in Zuid-Pannonië en de Balkan te herstellen. De Slavische immigranten kregen steeds meer de overhand, aangezien het Byzantijnse Rijk zijn troepen moest concentreren op de oorlogen tegen Perzië en de Arabieren.

## Vroege middeleeuwen
Nadat Karel de Grote de Avaren kon verdrijven, kwamen ook Frankische kolonisten in het tot dan Slavisch gedomineerde land. Het vorstendom Nitra, het Groot-Moravische Rijk en het vorstendom Pannonië ontstonden. Maar ook zijn voor deze tijd Avarische nederzettingsgebieden gedocumenteerd. De Franken richtten de Avaarse Mark op.
Rond 900 werd het gebied van het huidige Hongarije veroverd door de Magyaren. Ten minste tot het einde van de middeleeuwen bleven er echter Slavische nederzettingen bestaan. Door de kerstening van de Magyaren door Beierse orden en de Duitse oostkolonisatie werden de westelijke gebieden vanaf het jaar 1000 steeds Duitser. De huidige Slavische en Duitse taaleilanden in Hongarije zijn echter vooral in de 18e eeuw ontstaan.

## De Magyaarse invasie

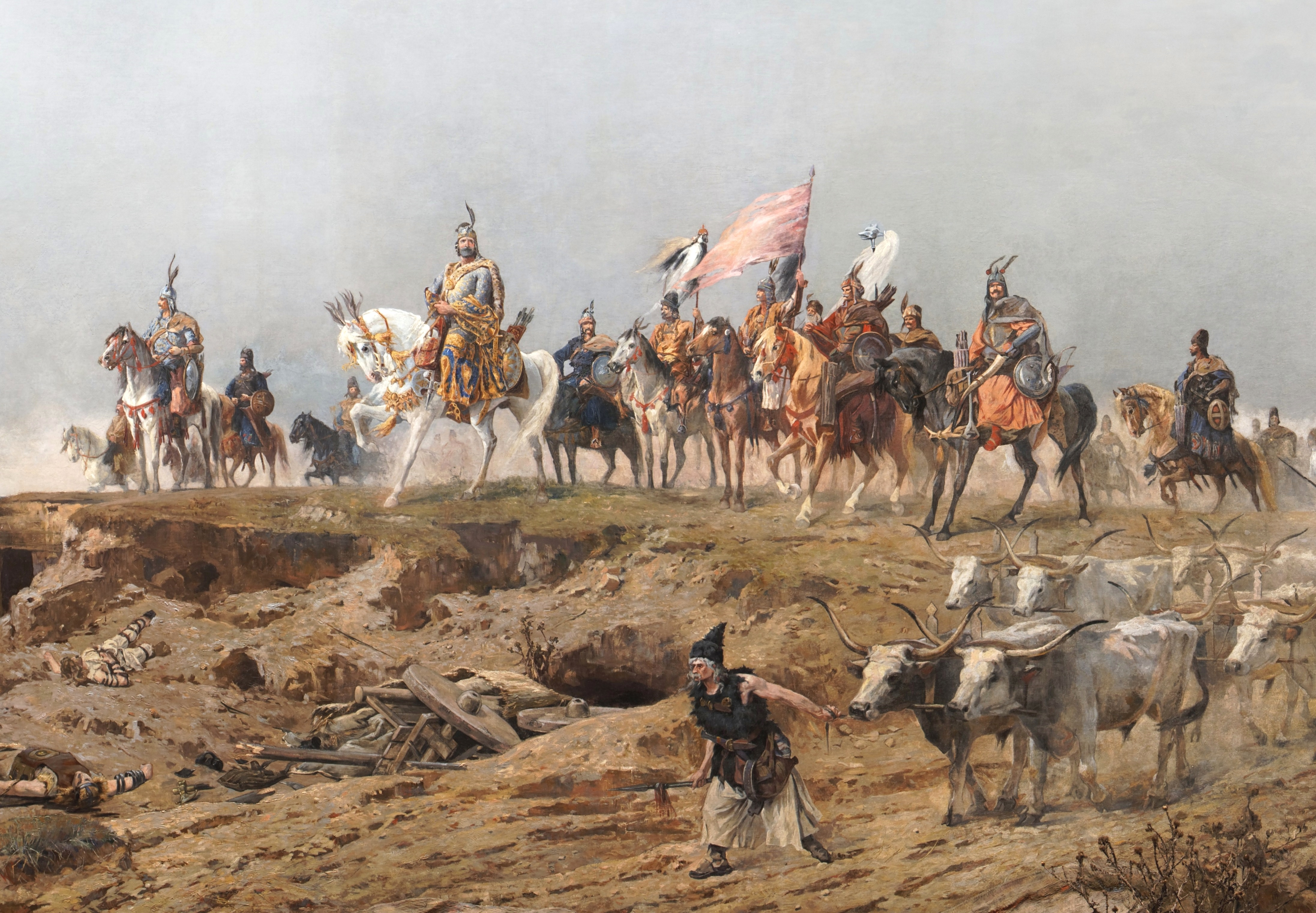
Detail uit Aankomst van de Hongaren van Árpád Feszty

De Hongaren (ook: Magyaren) deden hun intrede in Europa aan het eind van de negende eeuw, toen ze als nomadenvolk vanuit de Zuid-Russische steppe over de Karpaten trokken. Onder Árpád en zijn opvolgers vestigden zij zich in het Karpatenbekken, een gebied dat veel groter is dan het huidige Hongarije. Gedurende een eeuw waren ze door hun strooptochten de schrik van Europa. In de Slag op het Lechveld werd hun een dermate grote nederlaag toegebracht, dat ze de bakens verzetten en besloten zich aan te passen aan hun christelijke buren. De kroning van Stefan de Heilige als koning in het jaar 1000 werd daarvan het symbool. Hij was de eerste koning van Hongarije. Stefan oriënteerde zich op Rome en niet op Byzantium, een keus die tot op heden doorwerkt: in tegenstelling tot hun Servische en Roemeense buren zijn zij niet oosters-orthodox maar rooms-katholiek.

## Het middeleeuwse koninkrijk Hongarije

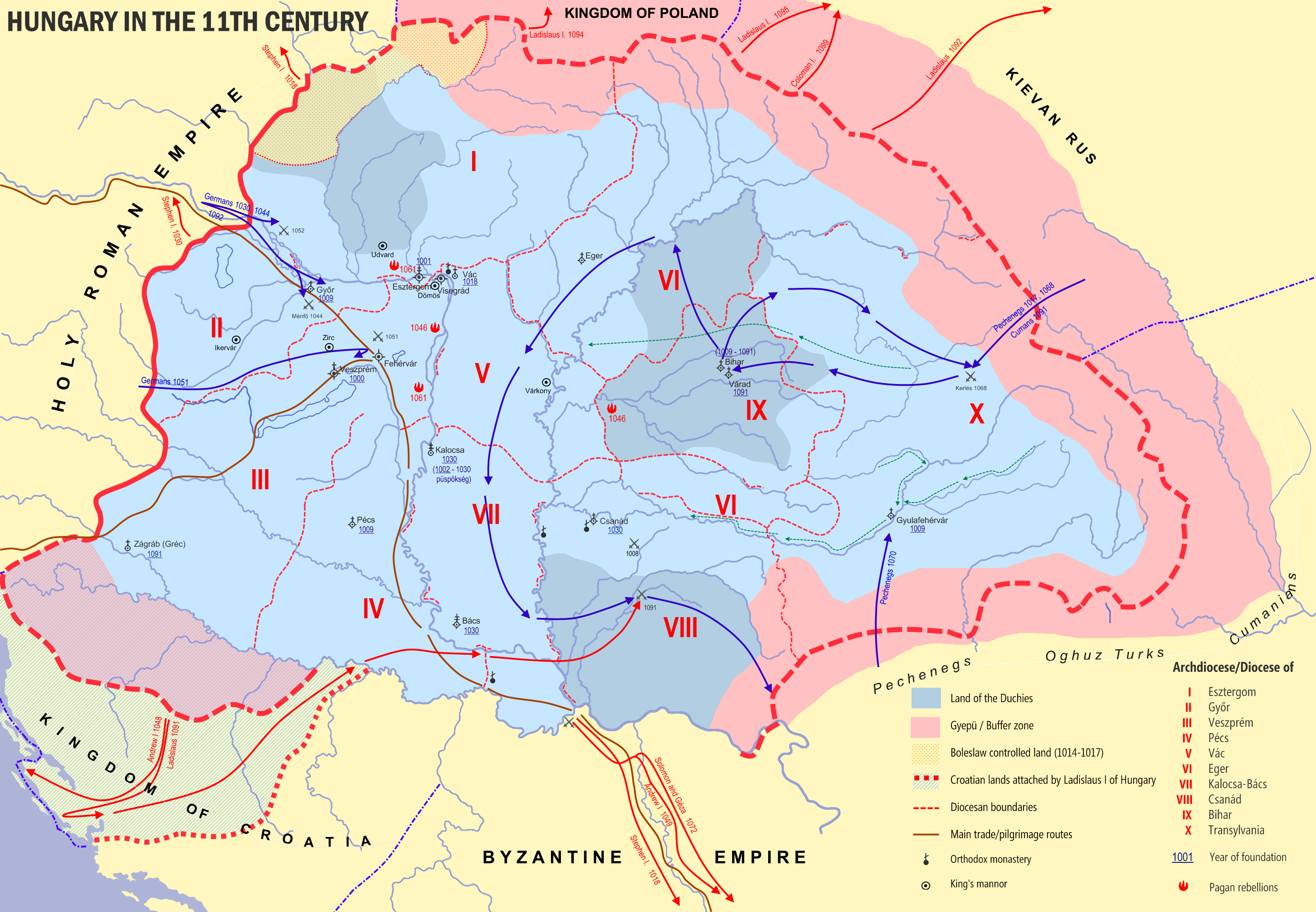
Hongarije na de unie met Kroatië in 1102

In de daaropvolgende 250 jaar werd de geschiedenis van Hongarije gekenmerkt door een machtsspel zowel met de omringende machten (Polen, het Heilige Roomse Rijk) als intern tussen koning en adel. Dit laatste leidde tot de Gouden Bul (Aranybulla) van 1222, die de rechten van koning en adel vastlegde. Hieronder was het voor die tijd bijzondere recht om de koning onder bepaalde omstandigheden niet te hoeven gehoorzamen. In 1102 kwam het tot een personele unie van het Koninkrijk Hongarije en het Koninkrijk Kroatië. De invasie van de Mongolen in 1241 bracht het land tot op de rand van de afgrond. Het Hongaarse leger onder koning Béla IV werd vernietigd bij de slag bij Mohi en de bevolking werd gedecimeerd. Het Mongoolse leger trok zich echter vanwege het overlijden van de Grote Kan (Ögedei) spoedig terug uit Europa, waarschijnlijk om een nieuwe heerser te kiezen. Hierna liet Béla langs de grenzen fortificaties aanleggen die in de daaropvolgende eeuwen van groot nut zouden blijken. Hij haalde bevolkingsgroepen van elders om de grensstreken te bevolken. De Duitse aanwezigheid in sommige gebieden in Opper-Hongarije en Transsylvanië is voor een deel hierop terug te voeren.
Het Hongaarse koninkrijk beleefde zijn grootste bloei in de vijftiende eeuw, toen onder meer koning Sigismund en de renaissancevorst Matthias Corvinus het land regeerden. De laatste was de zoon van Johannes Hunyadi, de Zevenburgse veldheer, die de Turken in 1456 bij Belgrado een belangrijke nederlaag had toegebracht. Mátyás breidde het rijk uit, hield het Turkse gevaar op afstand en bracht kunsten en wetenschappen tot bloei.
De boerenbevolking profiteerde echter niet van deze bloei. Bovendien begon de hoge adel steeds meer macht aan zich te trekken, waardoor de macht van de staat werd aangetast. In 1514, twee jaar voor de dood van koning Wladislaus II, brak er een grote boerenopstand uit in de Grote Hongaarse Laagvlakte en delen van Transsylvanië (ook wel genoemd de Dózsa-opstand, naar zijn Transsylvaanse leider, of de Hongaarse Boerenoorlog), die door de adel meedogenloos werd onderdrukt. De verbittering hierover, de verscherping van de sociale tegenstellingen en de uitholling van het centraal gezag, zouden fataal blijken toen het land opnieuw bedreigd werd door het Ottomaanse Rijk.

## De Turkse bezettingstijd
In 1526 stortte het Hongaarse koninkrijk ineen na een enkele grote militaire nederlaag tegen de Turken: de Slag bij Mohács, die gevolgd zou worden door een 150 jaar durende Turkse bezettingstijd, waarbij het land vanaf 1541 in drie delen uiteenviel: een Turks middendeel (inclusief de hoofdstad Boeda), een romp-koninkrijk onder de Oostenrijkse Habsburgers in het noorden en westen, en een onafhankelijk Zevenburgen in het oosten, dat een vazal van Turkije werd, maar dat het centrum van de Hongaarse cultuur werd. Belangrijk was dat de Hongaren niet overgingen tot de Islam, alhoewel er natuurlijk wel moskeeën kwamen. Nadat ze in 1683 het Turkse beleg van Wenen hadden afgeslagen, gingen de Oostenrijkers in het tegenoffensief in Hongarije. Met het Verdrag van Karlowitz van 1699 behield de Turkse sultan slechts een klein deel van Hongarije. In 1718 werd heel het Hongaarse koninkrijk bevrijd van de Ottomaanse heerschappij.

## De Oostenrijkse heerschappij en de Dubbelmonarchie
Tijdens de 18e eeuw trad er een flinke bevolkingsgroei op in Hongarije, waarvan grote delen - vooral in de Hongaarse laagvlakte - in de Turkse tijd bijna ontvolkt waren geraakt (vooral ten gevolge van de bijna onafgebroken oorlogvoering). Deze groei was grotendeels het gevolg van een aanzienlijk geboorteoverschot, maar voor een deel ook van immigratie, vooral van Duitsers, Roemenen en Serviërs. In sommige delen van het koninkrijk Hongarije is daardoor de bevolkingssamenstelling in deze periode sterk veranderd.
De Hongaren waren aanvankelijk wel blij dat de Turken waren verdreven, maar kwamen snel tot het inzicht dat hun Oostenrijkse meesters niet zo heel veel beter waren. In de Turkse tijd had het calvinisme in Hongarije veel aanhang gekregen (de Turken stonden tegenover calvinisten niet vijandiger dan tegenover katholieken) en vooral de calvinistische Hongaren stonden buitengewoon vijandig tegenover de vervolging die zij van de katholieke Habsburgers te verduren hadden. In Transsylvanië had men in de Turkse tijd een aanzienlijke autonomie gekend en de Hongaren aldaar vonden de Habsburgse monarchie bepaald verstikkend.
De 18e eeuw bracht verzet tegen de Habsburgers, zonder succes. Frans II Rákóczi leidde van 1703 tot 1711 de Koeroetsen-opstand. Met keizerin Maria-Theresia van Oostenrijk begon de periode van de absolute monarchie. De adel en katholieke geestelijkheid verloren hun macht in het bestuur. De stad Fiume in Kroatië werd in 1779 bij Hongarije gevoegd. In 1781 vaardigde keizer Jozef II een edict uit waardoor orthodoxen en protestanten dezelfde rechten kregen als katholieken. Tijdens de oorlogen tussen Oostenrijk en Napoleon was de steun van Hongarije aan de keizer in Wenen belangrijk. Het leverde een kwart van de soldaten en hielp de financiële last van de oorlogen dragen. In 1849 werd de opstand onder Lajos Kossuth bloedig neergeslagen. Deze laatste opstand, die nog jaarlijks wordt herdacht op 15 maart, kon door de Oostenrijkers alleen met Russische hulp worden onderdrukt. Hierna ging een groot deel van de Hongaarse samenleving in passief verzet. Na de Oostenrijkse nederlaag tegen Pruisen in 1866, werd de keizer in Wenen in 1867 alsnog gedwongen tot de Ausgleich, een compromis, waarbij Oostenrijk en Hongarije gelijkwaardige partners werden in een Dubbelmonarchie. De minderheden binnen het Hongaarse deel daarvan (Slowaken, Kroaten, Roemenen) hadden maar beperkte rechten en bestreden de magyarisering die hen vanuit Boedapest werd opgelegd. 
Het Hongaarse Parlement in Boedapest werd gebouwd tussen 1884 en 1902.

## Hongarije van 1914 - 1939

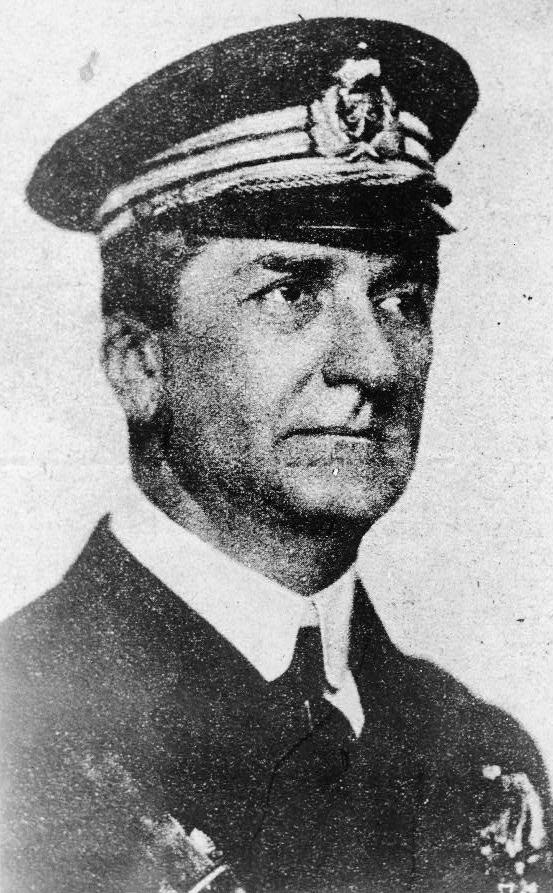
Miklós Horthy

Vanaf 1914 streed Hongarije aan de Oostenrijkse en Duitse kant in de Eerste Wereldoorlog, die door de centrale mogendheden verloren werd. Twee derde van het Hongaarse grondgebied moest worden opgegeven bij het Verdrag van Trianon, een onderdeel van het verdrag van Versailles waarmee de voorwaarden voor de vrede werden geregeld. In de naoorlogse chaos riep Mihály Károlyi Hongarije in november 1918, na de Asterrevolutie, uit tot een onafhankelijke republiek. In 1919 riep Béla Kun in Hongarije een radenrepubliek uit naar sovjetvoorbeeld, maar Hongaarse contra-revolutionairen slaagden er met Roemeense hulp in om dit regime omver te werpen. Na een korte republikeinse overgangsperiode werd Hongarije formeel opnieuw een koninkrijk "met vacante kroon", onder leiding van admiraal Miklós Horthy.
Tijdens het interbellum stond dit koninkrijk onder het autoritaire bewind van admiraal Miklós Horthy, wiens politiek in het teken stond van revanche voor de verliezen aan grondgebied overeengekomen in het verdrag van Trianon. Door de Eerste Scheidsrechterlijke Uitspraak van Wenen (1938) werd een deel van Tsjecho-Slowakije door Hongarije bezet. In juli 1939 schreef de Hongaarse premier Pál Teleki aan Adolf Hitler dat Hongarije niet zou deelnemen aan een oorlog tegen Polen. Hij voegde eraan toe dat de Hongaarse regering niet akkoord ging met het verlenen van doorgang aan het Duitse leger. Op 1 september 1939 viel nazi-Duitsland Polen binnen. Polen moest snel capituleren en Hongarije liet 100.000 Poolse vluchtelingen het land binnenkomen, tot ongenoegen van Hitler.

## Hongarije in deTweede Wereldoorlog
Na de overwinning van nazi-Duitsland op Frankrijk sloot het land zich toch aan bij Duitsland, Italië en Japan. In 1941 verklaarde Hongarije de Sovjet-Unie de oorlog. Zo was Hongarije ook in oorlog met Groot-Brittannië. Toen de Hongaren vanwege de nakende Duitse nederlaag geheime vredesbesprekingen hielden met de Westelijke geallieerden, liet Hitler op 18 maart 1944 het land bezetten. In slechts één enkele maand tijd werd een groot deel van de joden in het land afgevoerd. Dit gebeurde onder de naam Aktion Höss.

## Hongarije na de Tweede Wereldoorlog
De Sovjets verschenen in 1945 als bevrijders, maar bleken in de praktijk de veroveraars die ze in heel Oost-Europa waren. Hongarije werd in het Oostblok gemanoeuvreerd. De eerste partijleider was de stalinist Mátyás Rákosi. Na Stalins dood leek er ruimte voor veranderingen, maar het tragische einde van de Hongaarse opstand eind 1956 maakte duidelijk dat de Sovjets de baas waren en bleven. De hervormingsgezinde premier Imre Nagy vluchtte en werd later geëxecuteerd. Veel Hongaren vluchtten naar het westen, vooral jongere hoogopgeleiden. Onder János Kádár werden vervolgens kleine hervormingen doorgevoerd.

## Derde Republiek

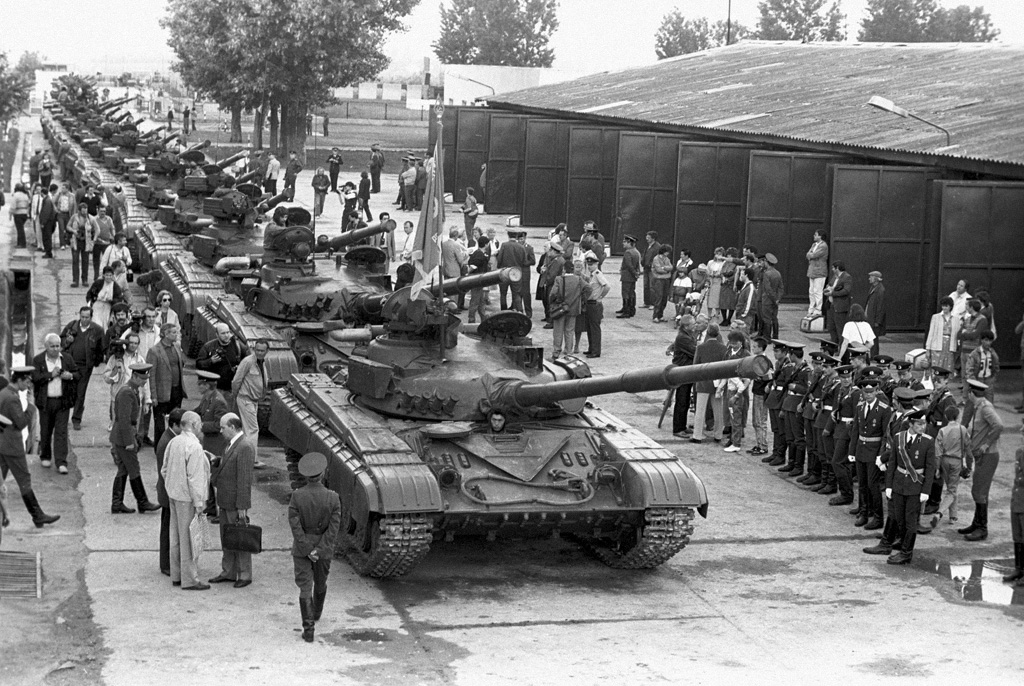
Terugtrekking van de sovjettroepen uit Hongarije in 1990

Pas in 1989 werd Hongarije weer een vrije, democratische republiek en werden de communistische symbolen naar het museum verwezen. In dat jaar verlieten ook de Sovjettroepen het land. De eerste vrije verkiezingen werden gehouden in 1990. Sindsdien heeft zich in Hongarije in tien jaar tijd een tweepartijenlandschap ontwikkeld (de sociaaldemocratische MSZP en de conservatief-liberale Fidesz regeren om beurten). Het land trad toe tot de NAVO in 1999.
In 2010 verloor MSZP de verkiezingen en is Viktor Orbán (Fidesz) met tweederdemeerderheid gekozen. Onder leiding van deze premier sloot Hongarije de grenzen voor niet-Europese vluchtelingen (vb. Syrische vluchtelingen). Hiertoe werd aan de Hongaars-Servische grens een hek met prikkeldraad gezet. 
Ook in 2014 won Fidesz met tweederdemeerderheid.
In januari 2018 verklaarde Orbán over de vluchtelingen in een interview met de Duitse krant Bild: ‘We zien deze mensen niet als islamitische vluchtelingen, we zien hen als islamitische indringers.’
De regering verbood adoptie door holebi's en het gezin, dat gedefinieerd wordt als de unie van man, vrouw en kind, werd als basis van de maatschappij in de grondwet opgenomen. Op 30 maart 2020 gaf een wet Orbán uitgebreide macht om bij decreet te regeren. Hongarije ontwikkelt zich sinds 2014 richting een autocratie door democratische erosie, wat zorgt voor verdeeldheid en maatschappelijke onrust.

## Toetreding tot Europese Unie
In 2004 werd Hongarije lid van de Europese Unie en op 21 december 2007 deel van de Schengenzone. De forint (HUF) is de nationale munt. In juni 2015 verklaarde Orbán dat zijn regering niet langer overwoog om in 2020 de forint te vervangen door de euro, zoals eerst gesuggereerd werd. Hij verwachtte daarentegen dat de forint de volgende decennia een stabiele en sterke koers zou behouden.